# Fernando Pacheco Rivas
Fernando Pacheco Rivas (Mala, Perú, 26 de junio de 1999) es un futbolista peruano. Juega como extremo derecho y su equipo actual es el Sporting Cristal de la Liga 1 del Perú.

## Trayectoria

### Sporting Cristal
Pacheco nació en una familia muy vinculada al deporte. Es sobrino del futbolista Willy Rivas y también sus abuelos jugaban. En el año 2013 cuando Pacheco tenía 13 años, su familia decidió llevarlo a una prueba formativa en Sporting Cristal. Estuvo 3 o 4 meses entrenando en el Rímac y cuando cumplió 14, el club rimense le ofreció mudarse al club y costearle los pagos del colegio con el fin de formarlo a través de las divisiones menores.
Con 16 años empezó entrenándose con la categoría 1999 de Sporting Cristal dirigida por Manuel Barreto y de ahí pegó el salto al equipo de Reservas. Poco después empezó a ser considerado en el primer equipo y el 20 de agosto de 2016 se produce su debut profesional en la victoria por 1-0 sobre Unión Comercio, jugando como titular y siendo reemplazado por Ray Sandoval al minuto 67. Fueron 11 partidos los que jugó en el primer equipo campeón del Descentralizado 2016, distribuidos en un total de 728 minutos que fueron contabilizados por Fernando Nogara, director técnico de la selección peruana sub-20, que lo convocó para el Campeonato Sudamericano de Fútbol Sub-20 de 2017 pese a tener 17 años.
El 3 de marzo de 2018 marcó su primer gol como profesional en la goleada de Cristal por 5-0 sobre Universidad de San Martín. Convirtió en total tres goles en los 17 encuentros que jugó, colaborando en la obtención del Campeonato Descentralizado 2018, pese a estar lesionado varios meses.

### Fluminense
Luego de 80 partidos y 7 goles con Sporting Cristal, el 13 de enero de 2020 el equipo brasileño Fluminense anunció su fichaje por cuatro años, siendo esta su primera experiencia en el extranjero.
El 9 de febrero de 2020 hizo su debut oficial ingresando por Yuri Oliveira Lima en los descuentos del partido contra Botafogo por la Taça Guanabara del Campeonato Carioca 2020, que terminó 3-0 a favor de su equipo. 3 días después ingresó a los 54 minutos del partido de semifinales de la Taça contra el Flamengo, dando una asistencia para el segundo gol de su equipo. Terminaron cayendo 3-2. Luego de algunos encuentros más, el 15 de marzo convirtió de cabeza su primer tanto en el triunfo por 2-0 sobre Vasco da Gama por el Campeonato Carioca. En julio de 2020, logró su primer título con Fluminense al derrotar por penales a Flamengo por la final de la Taça Río. Pacheco jugó aquel partido, marcando su respectivo penal.

## Selección Peruana
Fernando Pacheco ha sido parte de la selección de fútbol del Perú en las categorías sub-15, sub-17, sub-18, sub-20 (con la cual participó en los campeonatos sudamericanos sub-20 de 2017 y 2019) y sub-23.
Fue el capitán del combinado sub-15 que se llevó la medalla de oro en el torneo olímpico juvenil de fútbol masculino en los Juegos Olímpicos de la Juventud de Nankín 2014, donde jugó los cuatro partidos de Perú en el campeonato, marcando un gol en las semifinales ante Cabo Verde y el tanto de la victoria en la final ante Corea del Sur. También estuvo convocado para el Campeonato Sudamericano Sub-17 de 2015 celebrado en Paraguay, donde disputó dos encuentros, quedando Perú en el último lugar del grupo A. También representó a Perú con el seleccionado sub-18 en la Copa Mitad del Mundo de Ecuador 2017, torneo amistoso.
Con la sub-20, representó a Perú en el Campeonato Sudamericano de Fútbol Sub-20 de 2017 donde jugó los cuatro partidos, quedando la blanquirroja en el último lugar del grupo B. En junio de 2018, Pacheco formó parte del equipo de sparrings que acompañó a la selección mayor a Rusia durante su participación en la Copa Mundial de Fútbol de 2018 y el 12 de enero de 2019, fue incluido en la nómina de 23 jugadores para el Campeonato Sudamericano de Fútbol Sub-20 de 2019. Disputó tres partidos durante la fase de grupos, donde anotó un gol a Uruguay, sin embargo Perú no avanzó a la siguiente etapa.
En abril de 2019, fue convocado a la selección sub-23 de Perú por Nolberto Solano para el primer microciclo con miras a los Juegos Panamericanos de 2019, sin embargo no llegó a entrar en la lista final. Tiempo después fue incluido en la lista final para participar en el Torneo Preolímpico Sudamericano Sub-23 de 2020, donde fue uno de los más destacados pese a la mala participación de Perú.[cita requerida]

### Participación en Campeonatos Sudamericanos
| Torneo                      | Sede     | Resultado      | Partidos | Goles |
| --------------------------- | -------- | -------------- | -------- | ----- |
| Sudamericano Sub-17 de 2015 | Paraguay | Fase de grupos | 2        | 0     |
| Sudamericano Sub-20 de 2017 | Ecuador  | Fase de grupos | 4        | 0     |
| Sudamericano Sub-20 de 2019 | Chile    | Fase de grupos | 3        | 1     |
| Preolímpico Sub-23 de 2020  | Colombia | Fase de grupos | 4        | 0     |

### Participación en Juegos Olímpicos
| Torneo                                  | Sede   | Resultado | Partidos | Goles |
| --------------------------------------- | ------ | --------- | -------- | ----- |
| Juegos Olímpicos de la Juventud de 2014 | Nankín | Campeón   | 4        | 2     |

## Estadísticas

### Clubes
Actualizado el 21 de septiembre de 2023.
| Sporting Cristal · Perú | 2016             | 1ª               | 11  | 0  | 1  | —  | — | — | — | — | — | 0  | 0 | 0 | 11  | 0  | 1  |  |
| Sporting Cristal · Perú | 2017             | 1ª               | 9   | 0  | 0  | —  | — | — | — | — | — | 2  | 0 | 0 | 11  | 0  | 0  |  |
| Sporting Cristal · Perú | 2018             | 1ª               | 17  | 3  | 3  | —  | — | — | — | — | — | 2  | 0 | 0 | 19  | 3  | 3  |  |
| Sporting Cristal · Perú | 2019             | 1ª               | 26  | 2  | 2  | —  | — | — | 3 | 2 | 0 | 10 | 0 | 1 | 39  | 4  | 3  |  |
| Fluminense · Brasil | 2020             | 1ª               | 15  | 0  | 0  | 11 | 1 | 2 | 4 | 0 | 0 | 0  | 0 | 0 | 30  | 1  | 2  |  |
| Fluminense · Brasil | 2021             | 1ª               | 0   | 0  | 0  | 1  | 0 | 0 | 0 | 0 | 0 | 0  | 0 | 0 | 1   | 0  | 0  |  |
| Fluminense · Brasil | Total club       | Total club       | 15  | 0  | 0  | 12 | 1 | 2 | 4 | 0 | 0 | 0  | 0 | 0 | 31  | 1  | 2  |  |
| Juventude · Brasil | 2021             | 1ª               | 16  | 0  | 0  | 0  | 0 | 0 | 0 | 0 | 0 | 0  | 0 | 0 | 16  | 0  | 0  |  |
| Juventude · Brasil | Total club       | Total club       | 16  | 0  | 0  | 0  | 0 | 0 | 0 | 0 | 0 | 0  | 0 | 0 | 16  | 0  | 0  |  |
| FC Emmen · Países Bajos | 2022-23          | 1ª               | 9   | 0  | 0  | 0  | 0 | 0 | 1 | 0 | 0 | 0  | 0 | 0 | 10  | 0  | 0  |  |
| FC Emmen · Países Bajos | Total club       | Total club       | 9   | 0  | 0  | 0  | 0 | 0 | 1 | 0 | 0 | 0  | 0 | 0 | 10  | 0  | 0  |  |
| Sporting Cristal Perú | 2022             | 1.ª              | 8   | 0  | 2  |    |   |   | — | — | — | 3  | 0 | 0 | 11  | 0  | 2  |  |
| Deportivo Municipal · Perú | 2023             | 1ª               | 10  | 2  | 2  | —  | — | — | — | — | — | —  | — | — | 10  | 2  | 2  |  |
| Deportivo Municipal · Perú | Total club       | Total club       | 10  | 2  | 2  | —  | — | — | — | — | — | —  | — | — | 10  | 2  | 2  |  |
| Cienciano · Perú | 2023             | 1ª               | 11  | 1  | 0  | —  | — | — | — | — | — | —  | — | — | 11  | 1  | 0  |  |
| Cienciano · Perú | Total club       | Total club       | 11  | 1  | 0  | —  | — | — | — | — | — | —  | — | — | 11  | 1  | 0  |  |
| Sporting Cristal Perú | 2024             | 1.ª              | 16  | 3  | 1  | —  | — | — |   |   |   | 0  | 0 | 0 | 16  | 3  | 1  |  |
| Sporting Cristal Perú | 2025             | 1.ª              | 0   | 0  | 0  | 0  | 0 | 0 | 0 | 0 | 0 | 0  | 0 | 0 | 0   | 0  | 0  |  |
| Sporting Cristal Perú | Total club       | Total club       | 87  | 8  | 9  | 0  | 0 | 0 | 3 | 2 | 0 | 17 | 0 | 0 | 107 | 10 | 10 |  |
| Total en carrera | Total en carrera | Total en carrera | 148 | 11 | 11 | 12 | 1 | 2 | 8 | 2 | 0 | 17 | 0 | 0 | 170 | 11 | 14 |  |
| (1)Incluye datos del Campeonato Carioca (2020). (2)Incluye datos de la Copa Bicentenario (2019) y la Copa de Brasil (2020). (3)Incluye datos de la Copa Libertadores de América (2017 y 2019) y la Copa Sudamericana (2018 y 2019). |                  |                  |     |    |    |    |   |   |   |   |   |    |   |   |     |    |    |  |

## Palmarés

### Campeonatos nacionales
| Título                    | Club             | País | Año  |
| ------------------------- | ---------------- | ---- | ---- |
| Primera División del Perú | Sporting Cristal | Perú | 2016 |
| Primera División del Perú | Sporting Cristal | Perú | 2018 |

### Torneos cortos
| Título           | Club             | País   | Año  |
| ---------------- | ---------------- | ------ | ---- |
| Torneo Clausura  | Sporting Cristal | Perú   | 2016 |
| Torneo de Verano | Sporting Cristal | Perú   | 2018 |
| Torneo Apertura  | Sporting Cristal | Perú   | 2018 |
| Taça Río         | Fluminense       | Brasil | 2020 |

### Campeonatos internacionales
| Título                          | Equipo      | País  | Año  |
| ------------------------------- | ----------- | ----- | ---- |
| Juegos Olímpicos de la Juventud | Perú Sub-15 | China | 2014 |

### Distinciones individuales
| Distinción                                           | Año        |
| ---------------------------------------------------- | ---------- |
| Nominado a mejor jugador de la Copa FPF categoría 99 | 2015, 2016 |